# برونو پتکوویچ
برونو پتکوویچ (انگلیسی: Bruno Petković؛ زادهٔ ۱۶ سپتامبر ۱۹۹۴) بازیکن فوتبال اهل کرواسی است.
از باشگاه‌هایی که در آن بازی کرده‌است می‌توان به باشگاه فوتبال کاتانیا، باشگاه فوتبال تراپانی، باشگاه فوتبال بولونیا، باشگاه فوتبال دینامو زاگرب، باشگاه فوتبال هلاس ورونا، باشگاه فوتبال رجانا، باشگاه فوتبال وارزه و باشگاه فوتبال ویرتوس انتلا اشاره کرد.
وی همچنین در تیم‌های ملی فوتبال زیر ۲۱ سال کرواسی و کرواسی بازی نکرده است.

## گل‌های ملی
|   | تاریخ          | میزبان                             | رقیب     | زده | پایانی | رقابت                         |
| - | -------------- | ---------------------------------- | -------- | --- | ------ | ----------------------------- |
| ۱ | ۱۱ ژوئن ۲۰۱۹   | ورزشگاه وارتکس, واراژدین           | تونس     | ۱-۱ | ۲-۱    | دوستانه                       |
| ۲ | ۶ سپتامبر ۲۰۱۹ | ورزشگاه آنتونا مالاتینسکهو, ترناوا | اسلواکی  | ۰-۳ | ۰-۴    | مقدماتی جام ملت‌های اروپا ۲۰۲۰ |
| ۳ | ۱۰ اکتبر ۲۰۱۹  | ورزشگاه پولیود, اسپلیت             | مجارستان | ۰-۲ | ۰-۳    | مقدماتی جام ملت‌های اروپا ۲۰۲۰ |
| ۴ | ۱۰ اکتبر ۲۰۱۹  | ورزشگاه پولیود, اسپلیت             | مجارستان | ۰-۳ | ۰-۳    | مقدماتی جام ملت‌های اروپا ۲۰۲۰ |
| ۵ | ۱۶ نوامبر ۲۰۱۹ | ورزشگاه روژویکا, رییکا             | اسلواکی  | ۱-۲ | ۱-۳    | مقدماتی جام ملت‌های اروپا ۲۰۲۰ |
| ۶ | ۵ سپتامبر ۲۰۲۰ | ورزشگاه دراگو, پورتو               | پرتغال   | ۳-۱ | ۴-۱    | لیگ ملت‌های اروپا ۲۱-۲۰۲۰      |
| ۷ | ۹ دسامبر ۲۰۲۲  | ورزشگاه شهر آموزش, الریان          | برزیل    | ۱-۱ | ۱-۱    | جام جهانی فوتبال ۲۰۲۲         |